# Eleição municipal de Paço do Lumiar em 2024
As eleições municipais em Paço do Lumiar de 2024 ocorreram no dia 6 de outubro de 2024, como parte das eleições municipais que acontecerão em todo o Brasil. Os eleitores de Paço do Lumiar, no estado do Maranhão, elegeram Fred Campos como o novo prefeito, em uma disputa acirrada contra Filipe Gonçalo. Fred Campos, que contou com o apoio do atual prefeito Inaldo Pereira, será o responsável por conduzir o município durante o mandato de 2025 a 2028.

## Resultado da eleição para prefeito

### Primeiro turno
| Candidatos a prefeito    | Número | Votação | Percentual |
| ------------------------ | ------ | ------- | ---------- |
| Fred Campos PSB          | 40     | 46.957  | 69,92%     |
| Filipe Gonçalo Mobiliza  | 33     | 15.619  | 23,26%     |
| Jorge Maru Solidariedade | 77     | 2.824   | 4,20%      |
| Luana Peixoto DC         | 27     | 967     | 1.44%      |
| Francisco Neto NOVO      | 30     | 794     | 1,18%      |

## Vereadores eleitos
| Nome                    | Partido       | Número de Votos |
| ----------------------- | ------------- | --------------- |
| Paulo Henrique          | PSB           | 1.996           |
| Fernando Feitosa        | PODE          | 1.844           |
| Leandro de Orlete       | AGIR          | 1.609           |
| Bianca Mendes           | MDB           | 1.590           |
| Rafael Neves            | PRD           | 1.511           |
| Mauro Multibancos       | PSDB          | 1.486           |
| Fernandinho             | PMB           | 1.310           |
| Miau Oliveira           | SOLIDARIEDADE | 1.222           |
| Ana Lúcia               | PSD           | 1.197           |
| Geovane Abreu           | UNIÃO         | 1.169           |
| Neto Botão              | PP            | 1.104           |
| Ellen do Bigode         | MDB           | 1.077           |
| Eder Alencar            | UNIÃO         | 1.036           |
| Wellington Sousa        | PSB           | 993             |
| Kamilla                 | PRD           | 988             |
| Joel do Churrasco       | PSDB          | 942             |
| Professora Carmen Aroso | PODE          | 908             |
| Leonardo Laci           | PSB           | 771             |
| Mary do Mojó            | PL            | 743             |